# Комоедица
Комое́дица (бел. Камаедзіца, Камаўедзіца) — белорусский народный праздник, связанный со встречей весны. Праздник отмечался 24 марта (6 апреля) накануне Благовещенья и был посвящён пробуждению медведя. Комоедицу отмечали в XIX — первой половине XX веков.

## Этнография
Долгое время праздник был описан в единственном письменном источнике XIX века, который пересказывали более поздние авторы вплоть до начала XXI века (например, в вышедшем в 2004 году энциклопедическом справочнике «Белорусская мифология» автор статьи о комоедице Э. Зайковский повторил первоисточник 1874 года).
Первое известное упоминание Комоедицы в письменных источниках — статья священника Симеона Нечаева, опубликованная в 1874 году в «Минских епархиальных ведомостях». Нечаев описал комоедицу как праздник, посвящённый пробуждению медведя от зимней спячки, отмечаемый в селе Бегомль Борисовского уезда Минской губернии.
Этнограф К. Пунинская интервьюировала уроженку села Лошница Борисовского района Минской области Белоруссии Надежду Сергеевну Роговскую 1931 года рождения, которая рассказала о старинном празднике поклонения медведю «Комоедица», отмечавшемся в её детстве в Лошнице. Праздник проводился перед христианским Благовещеньем.
Белорусские крестьяне западного Полесья отмечали Комоедицу приблизительно до 1940-х годов, затем этот праздник прекратился по неизвестной причине.

## Этимология
Название «комоедица» (бел. камаедзіца, камаўедзіца) происходит от белорусского слова «кам», «камы» ( [рус.] ком, комья).

## Празднование
Перед празднованием в домах убирались, затем готовили специальную «медвежью» еду, во время приготовления которой детям было запрещено приближаться к плите. По готовности, около полудня семья усаживалась за стол. Перловку ели без соли, но с мёдом, поскольку медведи любят мёд. Гороховвя каша была сварена комками, которые неторопливо, медленно съедали.
По данным 1874 года ритуальная еда для комоедицы была следующей:
1. готовили сушеную репу в знак того, что медведь питается в основном растительной пищей (травами);
2. овсяный кисель — потому что медведи любят овес;
3. гороховые комы — галушки из гороховой каши или разваренного и размятого гороха (этнографы считают, что название праздника происходит от этого блюда).

В 1930-х меню праздника несколько отличалось:
1. готовили перловку без соли (постную ячменную кашу);
2. варили кисель;
3. в котле в духовке на медленном огне варили комковатуя гороховую кашу из замоченного заранее гороха (основное блюдо ритуала).

После трапезы все соседи собирались в одном из домов и все вместе дурачились — ходили на четвереньках раскачиваясь в стороны, подражая медведям.
Праздник продолжался до тех пор, пока кто-то не соберётся домой. Когда любой взрослый человек уходил, Комоедица завершалась.

В этот день приготавливаются особые кушанья, именно: на первое блюдо приготавливается сушёный репник в знак того, что медведь питается по преимуществу растительною пищею, травами; на второе блюдо подаётся овсяный кисель, потому что медведь любит овёс; третье блюдо состоит из гороховых комов, отчего и самый день получил название «комоедица». После обеда все — стар и мал — ложатся, не спят, а поминутно самым медленным способом перекатываются с бока на бок, как можно стараясь приноровиться к поворачиванию медведя.
— Шейн, 1902, с. 162–163

В этот день обязательно готовят особое угощение: варят ячменную крупу, но не солят, потому что будут есть её с медом, ведь медведь любит мёд, готовят кисель и, самое главное, гороховую кашу. Она готовится в котле в духовке. Горох замачивают в воде на ночь, а утром начинают варить, но делать это следует на медленном огне. Во время варки гороха маленьким детям запрещается подходить к плите. Гороховая каша сваривается в камы [комья]. Отсюда и название – Камаедица, или как её еще называют Камауэдица. Считается, что в этот день медведь пробуждается от спячки. Приготовив все блюда, семья садится за стол и приступает к трапезе. Они потребляют медленно, никуда не торопятся. Это происходит около 11–12 часов дня. После этого собираются люди из разных домов, то есть соседи, и начинают дурачиться.
Они начинают ходить как обычные медведи — на четвереньках, раскачиваясь из стороны в сторону. … когда кто-то прощается и уходит домой, праздник заканчивается.
— Записано К. Пунинской со слов Н. С. Роговской (Пунинская, 2007, с. 98)
Считается[кем?], что на следующий день «медведь встаёт». В Белоруссии говорили: «На Овечницу медведь ложится в берлогу и начинает сосать лапу, на Сретенье переворачивается и сосёт другую лапу, а на Благовещенье — выходит из берлоги».

## Ритуальное значение комоедицы
Накануне праздника в домах проводилась ритуальная уборка (очищение жилища). В западном Полесье она традиционно проводилась после захода солнца, что похоже на восточнобалканские праздничные обычаи ритуального сжигания мусора ранней весной (что отметила российский этнограф Т. Агапкина в своей работе 2000 года). Аналогично им, полесская ритуальная уборка дома представляет собой очищение жилища с целью изгнать зиму.
Праздничный ритуал содержит следующие аналогии:
- дом символизирует берлогу,
- люди — медведей,

По сюжету праздника «берлога» и «медведи» взаимодействуют с окружающей средой, в которой должны произойти естественные изменения с пробуждением медведя, и вместо изгнанной зимы должна придти весна. Пробуждение медведя от зимней спячки представляет собой календарный символ, проснувшийся медведь олицетворяет животворящую силу весны. Обряд Комоедицы олицетворяет собой календарный рубеж между зимним и весенним сезонами природы.
Этнографы отметили в празднике Комоедицы её связь с магической практикой, в которой посредством кулинарного кода передавалась идея перехода к новому календарному периоду. Поедание ритуального кушанья, представляемого как приятное для медведя, должно было магически способствовать началу нового цикла жизни природы. Идея приобщения к еде и образу жизни медведя присутствует также в имеющейся у разных народов сказке о девочке, которая заблудилась в лесу и случайно оказалась в медвежьем доме, хотя та сказка имеет другую смысловую основу (обряд инициации).
Запрет детям приближаться к плите во время приготовления еды для Комоедицы характерен для магических ритуалов. В мифологии дети могут быть только потребителями ритуальной сакральной пищи, но не являются субъектами сакрального действия по её приготовлению.
После еды главным действием Комоедицы становится подражание движениям медведя. В тексте Нечаева описано подражание бегомлян ворочающемуся в берлоге просыпающемуся медведю, а в рассказе Роговской — подражание жителей Лошницы уже проснувшемуся, но ещё не вылезшему из берлоги зверю. Причём, по мнению современных этнографов, праздник в Лошницах, вероятно, завершался «вылезанием медведя из берлоги», которое символизировал взрослый человек, уходящий из дома, где проходит праздник.

## Происхождение праздника
Б. А. Рыбаков в своей работе «Язычество Древней Руси» высказал догадку, что праздник «комоедица» связан с пробуждением медведей от зимней спячки и аналогичен архаичным греческим «комедиям» (др.-греч. κωμῳδία), где медведь (komos) был зверем греческой богини Артемиды, которой в славянском языческом пантеоне соответствует богиня Лада.
В. Д Литвинко считает Комоедицу тотемическим весенним праздником, называя медведя тотемным животным белорусов: «В протолегендах белорусов таким животным был „медведь-отец“, тотемное животное-предок» (бел. У пралігурах беларусаў такой жывёлай быў «мядзведзюхна-бацюхна»).
По мнению Л. С. Клейна, название праздника — это «позднее заимствование из латинизированной польской культуры, поэтому его и нет восточнее, у русских». Название действительно может быть связано с греческой комедией, но не как древний родственник, а как заимствование в белорусский из греческого через латинское посредство. Чтобы объяснить это название, появился обычай есть гороховые комы, а поскольку комоедицы совпадали с первым выгоном скота, ряженые («шуты гороховые») стали изображать медведя — «скотьего бога» в славянских представлениях.

## Неоязыческие реконструкции
К. Пунинская приводит пример некорректной неоязыческой реконструкции праздника писателем В. Казаковым, который в своей книге, изданной «Русской правдой»: отождествляет «Марену Свароговну» с Масленицей — в его представлении она становится богиней смерти; смешивает праздники Комоедицу и Масленицу; заявляет, что слово «ком» якобы обозначает медведя.